# Club Atlético River Plate 1930
Questa voce raccoglie le informazioni riguardanti il Club Atlético River Plate nelle competizioni ufficiali della stagione 1930.

## Stagione
Ultima annata del calcio dilettantistico per il River Plate, che prende parte al torneo della Asociación Amateurs Argentina de Football: tale campionato è strutturato con un solo girone d'andata composto da 36 compagini. Il club ebbe un rendimento positivo, caratterizzato da molti pareggi. La formazione dalla banda rossa registrò la miglior difesa con 29 gol subiti.

## Maglie e sponsor
| Casa |

## Rosa
| N. |                      | Ruolo | Calciatore            |
| -- | -------------------- | ----- | --------------------- |
|    | Argentina (bandiera) | P     | Jorge Iribarren       |
|    | Argentina (bandiera) | D     | Luis Bausano          |
|    | Argentina (bandiera) | D     | José Belvidares       |
|    | Argentina (bandiera) | D     | Joaquín Bezos         |
|    | Argentina (bandiera) | D     | Juan Carlos Iribarren |
|    | Argentina (bandiera) | C     | Camilo Bonelli        |
|    | Argentina (bandiera) | C     | Raúl Cecarelli        |
|    | Argentina (bandiera) | C     | Alejandro Giglio      |
|    | Argentina (bandiera) | C     | Norberto Maiola       |
|    | Argentina (bandiera) | C     | Esteban Malazzo       |
|    | Argentina (bandiera) | C     | José Constante        |

| N. |                      | Ruolo | Calciatore           |
| -- | -------------------- | ----- | -------------------- |
|    | Argentina (bandiera) | A     | R. Castro            |
|    | Argentina (bandiera) | A     | Ricardo Dapit        |
|    | Argentina (bandiera) | A     | Manuel Debatte       |
|    | Argentina (bandiera) | A     | Antonio Ganduglia    |
|    | Argentina (bandiera) | A     | Francisco Gondar     |
|    | Argentina (bandiera) | A     | Atilio Granara Costa |
|    | Argentina (bandiera) | A     | Vicente Locasso      |
|    | Argentina (bandiera) | A     | José Penichet        |
|    | Argentina (bandiera) | A     | José Ramos           |
|    | Argentina (bandiera) | A     | Roberto Ravaschini   |
|    | Argentina (bandiera) | A     | Alberto Rival        |

## Statistiche

### Statistiche di squadra
| Competizione     | Punti | Totale | Totale | Totale | Totale | Totale | Totale | DR  |
| Competizione     | Punti | G      | V      | N      | P      | Gf     | Gs     | DR  |
| ---------------- | ----- | ------ | ------ | ------ | ------ | ------ | ------ | --- |
| Primera División | 52    | 35     | 22     | 8      | 5      | 66     | 29     | +37 |
| Totale           | -     |        |        |        |        |        |        | -   |